# در خودرو
در خودرو (انگلیسی: Car door) در است که معمولاً لبه جلویی آن با لولا متصل شده‌است و لبه دیگر با قفل به ستون خودرو متصل می‌شود، اما در برخی موارد با مکانیسم‌های دیگر مانند ریل‌ها، برای ورود و خروج از خودرو استفاده می‌شود. درها اغلب پنجره‌های جانبی را برای دید داخل خودرو را به خود متصل می‌کنند و می‌توانند برای ایمن‌سازی خودرو قفل شوند.

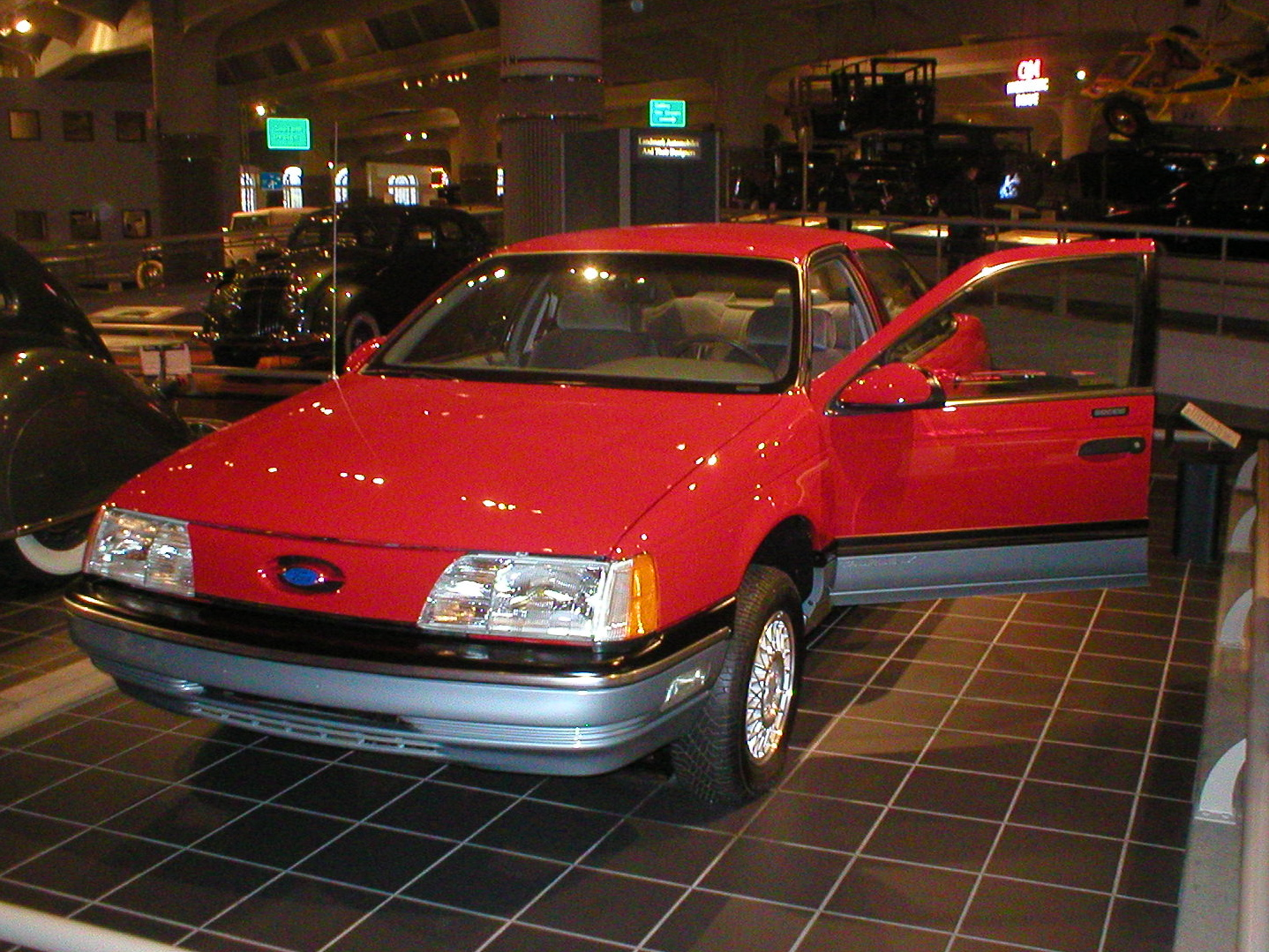
در فورد تاروس (نسل اول) ۱۹۸۶. متداول‌ترین نوع در این نوع است

درهای خودرو ممکن است به صورت دستی یا با کمک برق ارائه شده توسط وسیله نقلیه کار کنند. درهای برقی یا درهای ریلی برقی ممکن است در مینی‌ونها، خودروهای لوکس یا اتومبیل‌های
تیون شده یافت شوند.